# Ancaeobacteraceae
Famille
Les "Candidatus Ancaeobacteraceae" sont une famille de l'ordre de bactéries du phylum candidat "Auribacterota" du règne des Bacteria.

## Historique
Cette famille est proposée en 2022 par T. J. Williams sous le nom de "candidatus Ancaeobacteraceae" pour contenir les bactéries non cultivables genre "candidatus Ancaeobacter" identifiées dans le Lac Ace qui est un Lac méromictique d'origine marine de 25 m de profondeur situé dans les Collines de Vestfold de l'Antarctique de l'Est.

## Taxonomie
Le nom de candidatus Ancaeobacteraceae" a été publié de manière non valide et ce nom est considéré comme le nom préféré et non pas le nom correct.

### Étymologie
L'étymologie du nom de la famille Ancaeobacteraceae est la suivante :  An.cae.o.bac.tera’ce.ae. N.L. fem. pl. n. Ancaeobacteraceae, la famille des Ancaeobacter.

### Liste des genres
Selon la base de nomenclature LPSN (07/08/2023), cette famille ne contient qu'un genre candidat:
- "Candidatus Ancaeobacter" Williams et al. 2022 nom préféré (nom non correct)